# Bibundiella
Bibundiella is een geslacht van wantsen uit de familie van de Miridae (Blindwantsen). Het geslacht werd voor het eerst wetenschappelijk beschreven door Bertil Robert Poppius in 1914.

## Soorten
Het genus bevat de volgende soorten:

- Bibundiella epikharmos Linnavuori, 1996
- Bibundiella nigrina (Linnavuori, 1975)
- Bibundiella obscura Poppius, 1914
- Bibundiella quadrimaculata Poppius, 1914